# بيليشي

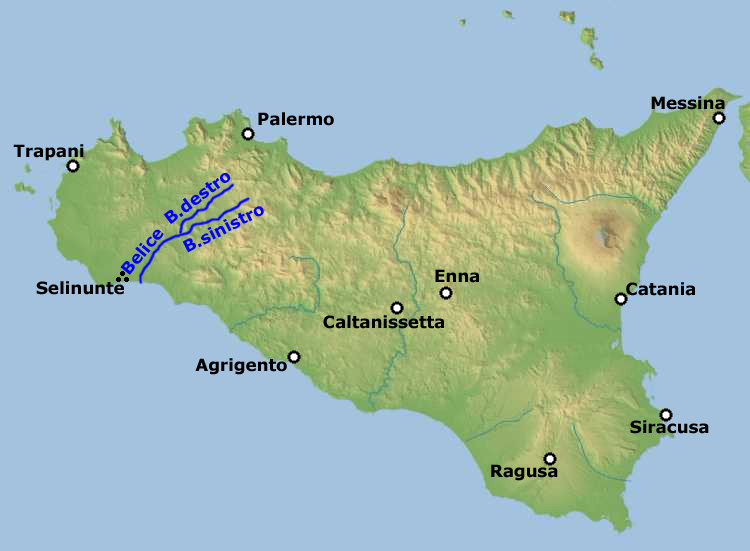
نهر بيليشي

نهر بيليشي (بالصقلية:Bèlici) هو نهر بطول 77 كم في غربي صقلية. يجري النهر من مصدره الرئيسي قرب بيانا ديلي ألبانيزي نحو الجنوب والغرب بطول 45.5 كم باسم بيليشي ديسترا (بيليشي الأيمن) حتى يجتمع بفرعه الثانوي من اليسار المعروف باسم بيليشي سينيسترو (بيليشي الأيسر) والذي يبلغ طوله 42 كم وينشأ من منحدرات روكا بوسامبرا.